# Deisterpforte

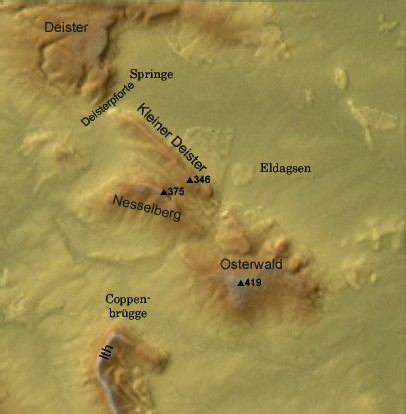
Die Deisterpforte zwischen Deister und Kleinem Deister

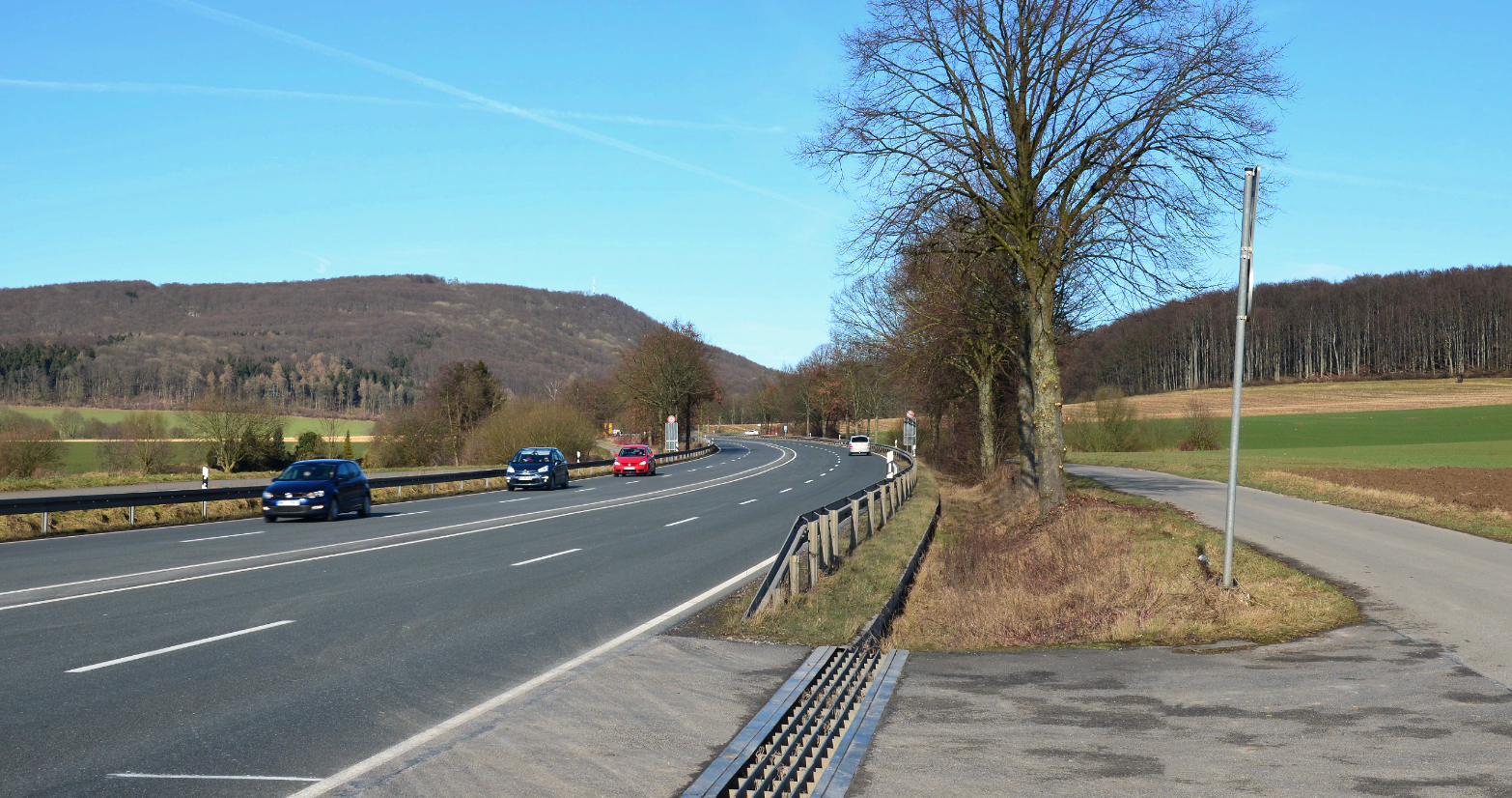
Die B 217 bei Sedemünder mit Blick auf die Deisterpforte

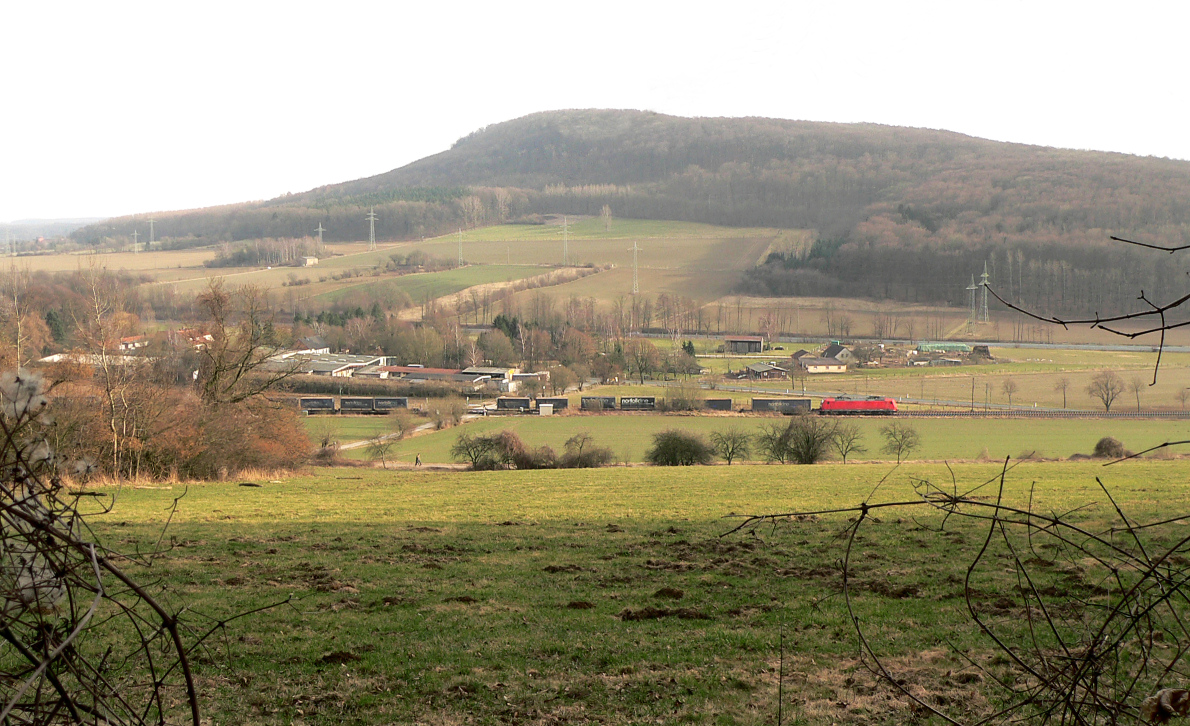
Blick vom Ebersberg auf das Tal der Deisterpforte

Die Deisterpforte ist ein 550 Meter breiter geneigter Talpass in 130 m ü. NN bis 120 m ü. NN zwischen dem Deister und dem Kleinen Deister bei Springe in der Region Hannover, Niedersachsen, Deutschland. In der Deisterpforte entspringt der Fluss Haller.  Durch die Deisterpforte führen mehrere Verkehrswege und Versorgungsleitungen.

## Etymologie
Um das Jahr 1000 wurde der Standort der Karstquellen in der Deisterpforte in einer Grenzbeschreibung des Bistums Hildesheim unter dem Namen Helereisprig erwähnt. Die Haller bildet die Grenze zwischen dem Bistum Hildesheim im Süden und dem Bistum Minden im Norden. Der Standort der Karstquellen hieß 1631 Hallerbrunn, 1783 Haller Brunn, 1896 Hallerbrunn und 1950 Hallerbrunnen. Von den Hallerquellen erhielt die Stadt Springe ihren Namen: bis in das 18. Jahrhundert wurde sie Hallerspring genannt. Hans-Heinrich Seedorf vermutet, „dass Haller soviel wie ein geräuschvoll fließender Bach bedeutet.“

## Geografie
Die Deisterpforte wird im Norden vom 355 m ü. NN hohen Ebersberg und im Süden vom 285 m ü. NN hohen Raher Berg begrenzt. Durch den Talpass verlaufen:
- die Bundesstraße 217 von Hannover nach Hameln
- die Bahnstrecke Hannover–Altenbeken mit der S-Bahnlinie 5 Paderborn – Hameln – Hannover Hbf – Hannover Flughafen
- die Hamelner Straße von Springe zur Domäne Dahle, die hier auch einen Abschnitt des Radwanderweges Deisterkreisel bildet
- zwei land- und forstwirtschaftliche Wege
- der Wolfstalbach als erster Zufluss der Haller, die in der Deisterpforte entspringt
- die Bahnstromleitung Rethen-Hameln; Rethen-Löhne
- die zweikreisige 110-kV-Drehstromleitung 1089 der Avacon
- eine Mittelspannungsleitung von Springe nach Bad Münder.

Auf dem forstwirtschaftlichen Weg am Rande des Deisters führt der Europäische Fernwanderweg E1 durch die Deisterpforte.
Südlich der Deisterpforte liegen im Hameltal die Orte Bad Münder und Altenhagen I, die Domäne Dahle und die Wüstung Sedemünder. Dort vor der Deisterpforte ereignete sich am 28. Juli 1260 die Schlacht bei Sedemünder. Nördlich befindet sich das Hallertal mit der Stadt Springe in dem Springer Kessel. In dieser Richtung, 600 Meter vom Talpass entfernt, stand früher ein von der Haller angetriebenes Sägewerk; heute steht dort eine Möbelfabrik.
Am Südrand der Deisterpforte befindet sich ein stillgelegter Steinbruch am Hang des Raher Berges. Im unteren Bereich des Steinbruchs steht ein Vereinshaus, oberhalb steigt der Steinbruch als romantisches Tal den Berg hinauf. Daneben führt ein Forstweg durch den Wald und durchschneidet die Mündersche Landwehr, die hier in einer Informationstafel erklärt wird. Der Forstweg führt dann weiter zur Stadt Springe.
Die Waldgaststätte Deisterpforte wurde 1876 von dem Ratskellerwirt Christian Bauer am Rande von Springe als Ausflugslokal gebaut; sie ist derzeit geschlossen.

## Geologie
Die Deisterpforte ist ein 550 Meter breiter geneigter Talpass in der Höhe von 130 m ü. NN bis 120 m ü. NN. Sie liegt zwischen dem Deister mit dem 355 m hohen Ebersberg im Norden und dem Kleinen Deister mit dem 285 m hohen Raher Berg im Süden. Die Höhenzüge vom Ebersberg und vom Raher Berg und der Untergrund der Deisterpforte bestehen aus dem rund 160 Millionen Jahre alten Kalkstein des Korallenoolith, der während der Oberen Jura gebildet worden ist.
Die Deisterpforte diente bis vor 400.000 Jahren als Eingangsschlucht für den Weserfluss, der anderthalb Millionen Jahre lang von Hameln her kommend die Deisterpforte durchquerte und durch das jetzige Hallertal um den Marienberg in das jetzige nördliche Leinetal hinüberfloss. Das Tal wurde ab der Deisterpforte von der Haller und ab der Rosenmühle von der Leine mitbenutzt, die seinerzeit dort in das Tal mündete.
Unter der Deisterpforte liegt der Kalkstein des Korallenooliths bis zur Höhe von zwischen 85 m ü. NN und 75 m ü. NN. Auf diese Höhen wurde der Kalkstein des Korallenooliths in einem Zeitraum von mehr als 1,5 Millionen Jahren von der Weser abgetragen. Dadurch entstand zwischen dem Ebersberg und dem Raher Berg eine hohe und steilwandige Eingangsschlucht, die vor 400.000 Jahren etwa 45 Meter tiefer lag als der Boden der heutige Deisterpforte. In jener Schlucht lagerte die Weser im Laufe der 1,5 Millionen Jahre ihren Weserkies ab. Später verdrängten die Gletscher der Elsterkaltzeit und der Saalekaltzeit die Weser nach Westen und schoben sich durch das Hallertal in die Deisterpforte. Sie luden ihr mitgeführtes Geröll im Hallertal ab und verfüllten auch die Schlucht der Deisterpforte bis zum jetzigen Bodenprofil.

Ludger Feldmann schreibt: 

„Auf Grund der Lage der alten Weserablagerungen und anderer Kriterien lässt sich nachweisen, dass der Fluss mindestens seit 2 Millionen Jahren durch die Deisterpforte floss. Als mächtigster Fluss zwischen Rhein und Elbe wird er dabei an den Kalksteinen in der Deisterpforte wahrscheinlich Stromschnellen und kleine Kaskaden gebildet haben. Nachdem er diese Gebirgsenge von Westen nach Osten durchquert hatte, konnte er sich wieder ausbreiten und in weiten Mäandern zunächst nach Osten und dann ab Nordstemmen nach Norden der allgemeinen Abdachung folgen... Dabei hat er unmittelbar nach Verlassen der Gebirgsenge einen weiten Mäanderbogen nach Norden eingeschlagen, der sich heute in dem bis 150 m hohen halbkreisförmigen Hang nördlich von Springe zeigt, den die Anhöhen von Ebers-Berg, Fahrenbrink und Bielstein bilden. Es ist eine typische Abtragungsform eines Flusses, dem aber der Fluss ‚abhanden‘ gekommen ist.“

## Archäologie
In den Kiesgruben an der Deisterpforte wurden Mammutzähne gefunden, die darauf hindeuten, dass der Talpass vor rund 20.000 Jahren als Zugstraße für Mammutherden gedient hat.
In der Deisterpforte befand sich bereits im Mittelalter ein Knüppeldamm für die Fahrstrasse von Hameln nach Hannover. Im 14.–15. Jahrhundert wurde zur Sicherung dieses Verkehrsweges eine dreißig Meter breite Landwehr mit drei Wällen und vier Gräben errichtet. W. Netzel schließt eine Mehrperiodigkeit der Anlage nicht aus und hält auch einen Bezug zum Angrivarierwall für möglich. Die Landwehr führte auf beiden Seiten der Deisterpforte von den Berghängen bis in die Talenge hinunter, in der sich neben dem Knüppeldamm ein rund dreihundert Meter breiter Sumpf erstreckte, der von der Haller und dem Wolfsthalbach durchzogen wurde. Gut erhaltene Reste des Wall- und Grabensystems sind heute noch in den Flurstücken Am Spielbrink und Über der Schanze erhalten.
Am Ebersberg liegen ebenso wie auch andernorts im Deister verschiedene Gruppen von Hügelgräbern. Am Rand der Deisterpforte befinden sich im Flurstück Am Wolfstal vier Hügelgräber und im Flurstück Wolfstalskopf fünf Hügelgräber.

## Hallerquellen

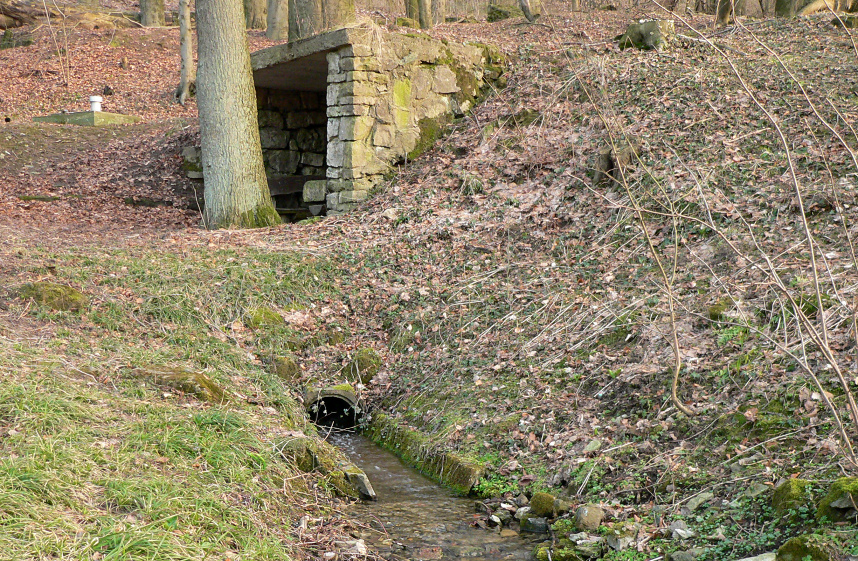
Die Wassergewinnungsanlage mit dem Schutzraum (oben) und die Einspeisung von Quellwasser in das Bachbett der Haller (unten)

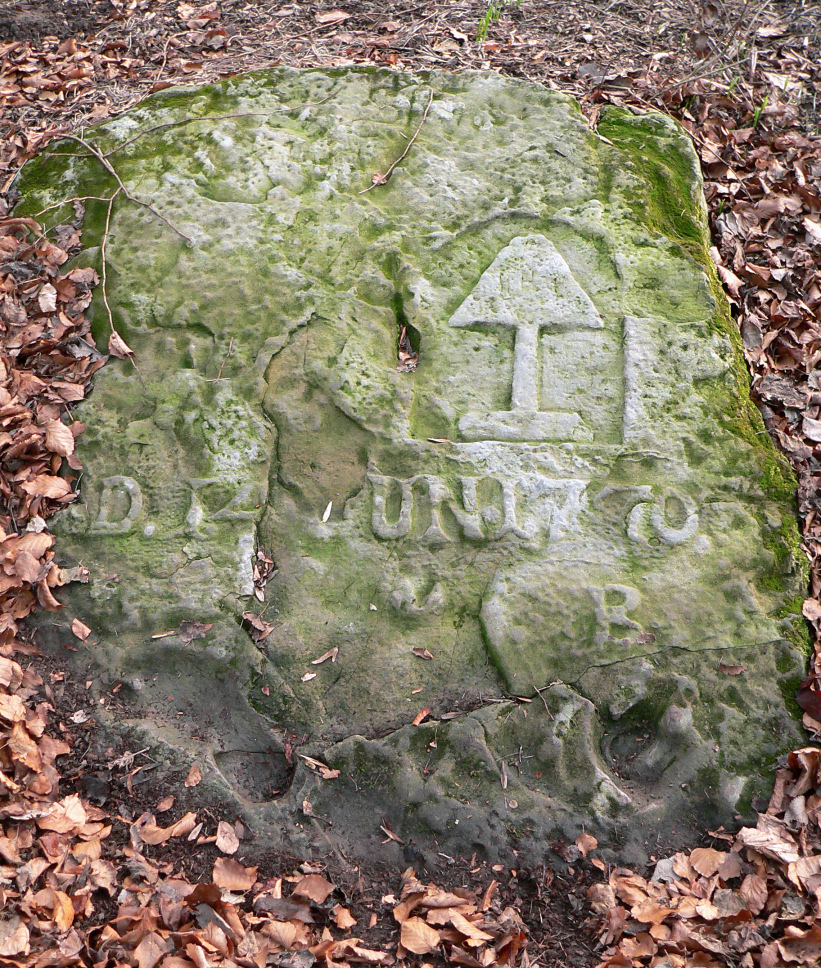
Der Teufelsstein an der Hallerquelle

In der Deisterpforte entspringen die beiden Karstquellen der Haller. Oberhalb der Hallerquellen befand sich in dem Flurstück Am Spielbrink die Gerichtsstätte Spielbrink; die Richtstätte lag in der Deisterpforte am Fuß des Ebersberges in dem Flurstück Galgenkamp.
Die beiden Quellen mit Namen Hallerbrunnen sind am Raher Berg in dem Flurstück Am Spielbrink auf der Höhe 123,2 m ü. NN in einer Wassergewinnungsanlage der Wasserversorgungsgesellschaft Purena erschlossen; die Purena ist ein Beteiligungsunternehmen der E.ON Avacon. Die Hallerbrunnen fördern Quellwasser aus dem zum Teil verkarsteten Korallenoolith der Oberjura, das durch Zuflüsse aus den rund 15 m mächtigen quartären Lockergesteinen ergänzt wird. Das Einzugsgebiet der Quellen und Brunnen erstreckt sich etwa 3 km nach Südosten in den Kleinen Deister. 
In der zweiten Hälfte des 18. Jahrhunderts gab es rings um die Hallerquelle einen kunstvoll gestalteten Landschafts- und Ausflugsgarten mit Namen Lustgarten, den der damalige Amtsmann F. Bussmann angelegt hatte. An ihn erinnert ein behauener Kalkstein mit der Inschrift „SP. D. 14. Juni 1770. F. B.“, der laut Udo Mierau einen stilisierten Baum und mehrere Vertiefungen zeigt, die in einer Sage als Pferde- und Menschenfuß des Teufels gedeutet werden. Die Initialen F. B. verweisen auf den Namen des Amtsmannes F. Bussmann. Die Schrift ist zum Teil abgeschlagen und auch stark verwittert, da der Stein dem Fließwasser am Hang, dem Regen und dem Frost ausgesetzt ist. Der „stilisierte Baum“ kann andererseits als Pfeil gedeutet werden, der zur Hallerquelle zeigt. Dieser behauene Kalkstein liegt nahe der Hallerquellen im Hang unterhalb jenes Waldweges, der zu dem Wasserwerk führt.

### Weitere Quellen
Gegenüber am Hang des Ebersberges befinden sich in den Flurstücken Großes Wolfstal und Kleines Wolfstal ebenfalls zwei Quellen; aus ihnen entspringt der Wolfsthalbach, der sich in der Deisterpforte mit der Haller vereint. Das Große Wolfstal ist ein steiles und tief eingeschnittenes Tal, das in 345 m ü. NN am Fahrenbrink beginnt und sich mit steilem Bett und noch steileren Hängen in den Berg einschneidet. Nach kaum 500 Meter Entfernung vom Fahrenbrink hat es bereits eine hundert Meter tiefe Kerbe zwischen Ebersberg und Wolfstalkopf eingeschnitten. Auf einer Länge von 2100 Metern überwindet das Große Wolfstal einen Höhenunterschied von 195 Metern.

## Das Wappen der Stadt Springe
Das Springer Stadtwappen stellt die drei Quellen der Haller in der Deisterpforte dar. In den drei Winkeln des Wappens sieht man je eine fünfblättrige Rose: das Schild- und Siegelzeichen der ab dem 12. Jahrhundert bestehenden Grafschaft Hallermund.